# Asociación para la Defensa de los Intereses de Cantabria

Bandera de ADIC, con los colores verde, gris y azul representando los valles, las montañas y la mar de Cantabria.

La Asociación para la Defensa de los Intereses de Cantabria (ADIC) es una organización cantabrista de carácter cívico, social y cultural, fundada en 1976 en Santander (Cantabria, España).

## Historia

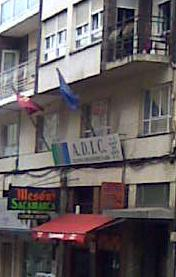
Sede de ADIC en Santander.

La Asociación para la Defensa de los Intereses de Cantabria (ADIC) nace en la primavera del año 1976 de la mano de Miguel Ángel Revilla entre otros, tras la publicación de un manifiesto público, el Manifiesto de los Cien, en el que se establecieron sus objetivos, entre los cuales cabe destacar la promoción, defensa y fomento de las peculiaridades de la cultura, historia y demás intereses de Cantabria. Tiene su sede en la calle Santa Lucía n.º 45, en Santander.
A grandes rasgos la asociación trata de promover y organizar todo tipo de actividades culturales y de ocio relacionadas con la cultura y las tradiciones de Cantabria. Igualmente trata de divulgar y fomentar los deportes autóctonos de Cantabria, así como la recuperación, difusión y defensa del idioma cántabro o montañés. Su ámbito de actuación principal es la comunidad autónoma de Cantabria y los territorios limítrofes ligados histórica y culturalmente a esta.
ADIC no es un partido político, y por lo tanto no se ha presentado en procesos electorales. Sin embargo sí ha ayudado en la creación de partidos que se han presentado a diferentes elecciones, caso del actual Partido Regionalista de Cantabria de Miguel Ángel Revilla en 1978, o de la Agrupación Nacionalista Cántabra (ANAC) de Rafael de la Sierra en 1982.
En 2006 la asociación presentó su propuesta de reforma estatutaria, en la cual incluía: Modificar el sistema de financiación, ahondar en el autogobierno a través de nuevas competencias y profundizar en las señas de identidad cántabras. En este último sentido se aboga por recuperar los nombres y denominaciones históricas a la instituciones de autogobierno de la comunidad como la Junta de los Valles de Cantabria o los concejos.
Su bandera fue propuesta en los años 70 como bandera oficial de Cantabria junto al lábaro y la bandera actual.

## Actividades
- Cantabria Gaitera: Fiesta de la Cultura Popular
- Fiesta de la Gaita Cántabra